# Svenska mästerskapen i fälttävlan 2013
Svenska mästerskapen i fälttävlan 2013 avgjordes den 8-11 augusti på Eketorp Eventings anläggning i Gudmuntorp och arrangerades av Humlamadens Ryttarförening. Tävlingen var den 63:e upplagan av Svenska mästerskapen i fälttävlan. Tävlingen var ett genrep inför Europamästerskapen i fälttävlan 2013 i Malmö för det svenska landslaget.

## Resultat
| Placering | Ryttare                | Klubb     | Häst    | Straffpoäng |
| --------- | ---------------------- | --------- | ------- | ----------- |
| 1         | Sara Algotsson Ostholt | RK Udden  | Reality | 52,2        |
| 2         | Frida Andersén         | Hofors RS | Herta   | 53,4        |
| 3         | Anna Hassö             | Gärds RF  | Clover  | 56,7        |